# Little Henny
Little Henny is een civil parish in het bestuurlijke gebied Braintree, in het Engelse graafschap Essex. In 2001 telde het civil parish 48 inwoners.